# Roger (calciatore)
Roger Junio Rodrigues Ferreira, meglio noto come Roger (Goiânia, 1º marzo 1996), è un calciatore brasiliano, centrocampista dell'Ypiranga-RS.

## Carriera
Inizia la sua carriera nel 2016 con il Vila Nova in Série B. L'anno successivo viene ceduto in prestito al Botafogo-PB, dove però non gioca alcun incontro di campionato. Nello stesso anno passa in prestito al Goiânia, dove anche qui non riesce a trovare spazio. Poco prima dell'inizio della stagione 2018 viene acquistato dall'Atl. Goianiense, dove gioca 7 partite nel Campionato Goiano. Nell'estate del 2018 si trasferisce agli albanesi del Kukësi, che lo girano in prestito al Kastrioti per l'intera stagione, totalizzando 33 presenze e 10 reti in campionato. Durante la sessione estiva di calciomercato si accasa ai lettoni del Riga FC, con cui debutta nelle competizioni europee, oltre a vincere due campionati. Nel gennaio del 2021 si trasferisce in Romania all'UTA Arad, dove gioca per una stagione e mezza nella massima serie rumena. Nel febbraio del 2022 firma con il CFR Cluj, altro club della massima serie rumena.

## Statistiche

### Presenze e reti nei club
Statistiche aggiornate al 14 febbraio 2022.
| Stagione        | Squadra         | Campionato      | Campionato | Campionato | Coppe nazionali | Coppe nazionali | Coppe nazionali | Coppe continentali | Coppe continentali | Coppe continentali | Altre coppe | Altre coppe | Altre coppe | Totale | Totale |
| Stagione        | Squadra         | Comp            | Pres       | Reti       | Comp            | Pres            | Reti            | Comp               | Pres               | Reti               | Comp        | Pres        | Reti        | Pres   | Reti   |
| --------------- | --------------- | --------------- | ---------- | ---------- | --------------- | --------------- | --------------- | ------------------ | ------------------ | ------------------ | ----------- | ----------- | ----------- | ------ | ------ |
| 2016            | Vila Nova       | PD/GO+B         | 8+20       | 1+1        |                 | -               | -               |                    | -                  | -                  |             | -           | -           | 28     | 2      |
| 2018            | Atl. Goianiense | PD/GO           | 7          | 0          | CB              | 0               | 0               |                    | -                  | -                  |             | -           | -           | 7      | 0      |
| 2018-2019       | Kastrioti       | KS              | 33         | 10         | CA              | 0               | 0               |                    | -                  | -                  |             | -           | -           | 33     | 10     |
| lug.-nov. 2019  | Riga FC         | VL              | 8          | 2          | CL              | 1               | 0               | UCL+UEL            | 2+5                | -                  |             | -           | -           | 16     | 2      |
| 2020            | Riga FC         | VL              | 20         | 5          | CL              | 2               | 0               | UCL+UEL            | 1+1                | 0                  |             | -           | -           | 24     | 5      |
| Totale Riga FC  | Totale Riga FC  | Totale Riga FC  | 28         | 7          |                 | 3               | 0               |                    | 9                  | 0                  |             | -           | -           | 40     | 7      |
| gen.-giu. 2021  | UTA Arad        | L1              | 23         | 2          | CR              | 1               | 0               |                    | -                  | -                  |             | -           | -           | 24     | 2      |
| 2021-feb. 2022  | UTA Arad        | L1              | 26         | 2          | CR              | 1               | 0               |                    | -                  | -                  |             | -           | -           | 27     | 2      |
| Totale UTA Arad | Totale UTA Arad | Totale UTA Arad | 49         | 4          |                 | 2               | 0               |                    | -                  | -                  |             | -           | -           | 51     | 4      |
| feb.-giu. 2022  | CFR Cluj        | L1              | 0          | 0          | CR              | -               | -               |                    | -                  | -                  |             | -           | -           | 0      | 0      |
| Totale carriera | Totale carriera | Totale carriera | 145        | 23         |                 | 5               | 0               |                    | 9                  | 0                  |             | -           | -           | 159    | 23     |

## Palmarès

### Club

#### Competizioni nazionali
- Campionato lettone: 2

Riga FC: 2019, 2020
- Campionato rumeno: 1

CFR Cluj: 2021-2022